# اللغة الأودهية
الأودهية هي لغات هندية آرية تنتمي إلى الفرع الهندوإيراني من عائلة الهندوأوروبية. تُتحدث في منطقة أوده بولاية أتر برديش في شمال الهند، وفي منطقة تيراي الغربية من نيبال.
يرتبط اسم "أوده" بمدينة أيودهيا القديمة، التي تُعتبر موطن للهندوسية والإله راما، التجسيد الأرضي لـفيشنو. تنتشر الأودهية كذلك في الشتات الهندي من أحفاد العمال الهنود المتعاقدين خلال العصر الاستعماري. وبالاشتراك مع براجي، كانت الأودهية تُستخدم على نطاق واسع كلغة أدبية قبل أن تحل الهندية القياسية محلها في القرن التاسع عشر. ورغم اختلافها عن اللغة الهندية الرسمية، لا تزال الأودهية تُتحدث في شكلها الفريد في العديد من مناطق وسط وشرق أتر برديش.
تعتبر الحكومة الهندية الأودهية من "اللغات الأم الكبرى" التي تُدرج تحت مجموعة اللغات الهندية الشرقية. وتُستخدم الهندية كلغة تخاطب عامة في الإقليم، ولأغراض التعليم والإدارة والكتابة الرسمية. وبهذا فإن أدب الأودهية يقع ضمن نطاق الأدب الهندي.
من أشهر الأعمال الأدبية في الهند التي كُتبت بالأودهية: رام تشيريت مانس وهانومان تشاليزا.
تشمل الأسماء الأخرى للأودهية: بايسواري (نسبةً إلى منطقة بايسوارا الفرعية)، وبوربي (وتعني "الشرقية")، وكوسالي (نسبةً إلى مملكة كوسالا القديمة).

## الانتشار الجغرافي

### في الهند

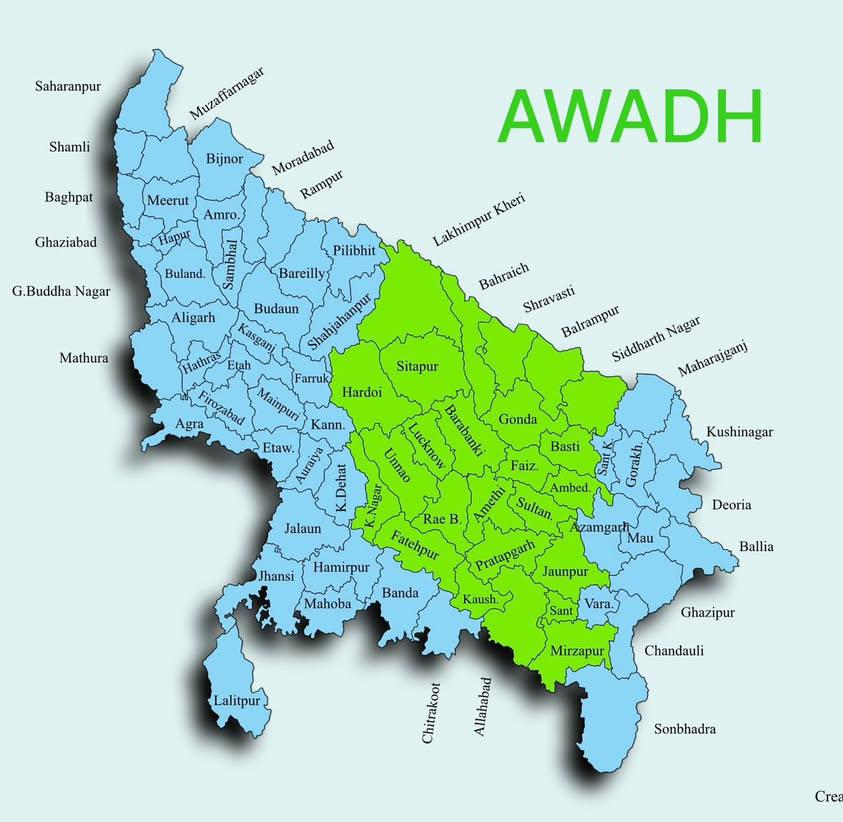
المناطق في أتر برديش حيث تُتحدث الأودهية

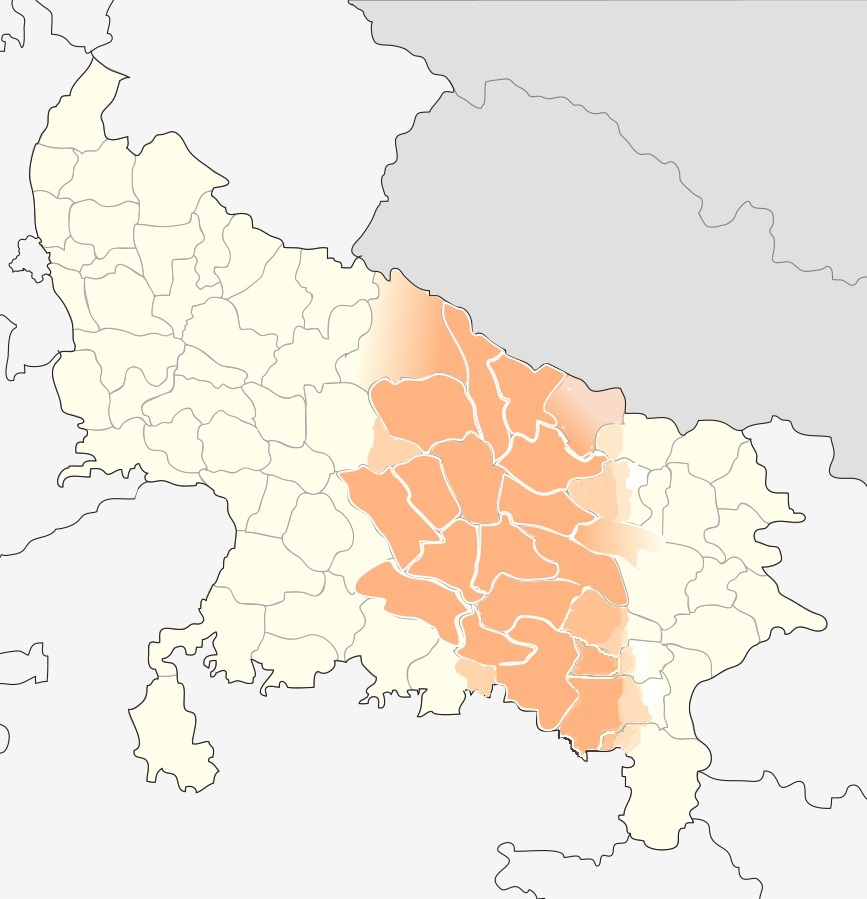
الحدود اللغوية للأودهية في ولاية أتر برديش

تُتحدث الأودهية بشكل رئيسي في منطقة أوده، التي تشمل وسط وشرق أتر برديش، إلى جانب الجزء السفلي من الدوآب بين نهري الغانج ويامونا. من الغرب، تحدّها الهندية الغربية وخاصة الكناوجية والبوندلية، ومن الشرق، تُجاور البوجبورية المنتمية إلى مجموعة اللغات البيهارية من اللغات الهندوآرية الشرقية. ومن الشمال، تحدّها دولة نيبال، ومن الجنوب الباغهيلي، التي تتشابه كثيرًا مع الأودهية.
تشمل المناطق التي تُتحدث فيها الأودهية في شمال ووسط أتر برديش:
- اكيمبور خيري (مع الكناوجية)
- سيتابور (مع الكناوجية)
- أوناو
- فاتح بور
- بارابانكي
- لكهنؤ
- رايباريلي
- أميثي
- بهارايش
- شراوستي

وفي الأجزاء الشرقية من الولاية، تتغير الأودهية إلى لهجة خاصة تُعرف باسم "الأودهية الشرقية المعيارية"، وهي منطقة تلامس البوجبورية في بورفانشال. وتشمل هذه المناطق:
- أيودهيا
- أمبيدكار نغر
- براغيا راج
- ميرزابور
- جونبور (الجزء الغربي)
- بهادوهي
- سلطانبور
- برتابغره
- جوندا
- بالرامبور
- باسطي (الجزء الغربي)
- سيدهارتناغر (الجزء الغربي)
- كوشامبي

### في نيبال
أوصت لجنة اللغة في نيبال باعتماد الثارو والأودهية كلغتين رسميتين في إقليم لومبيني.
تُتحدث الأودهية في إقليمين في نيبال:
- إقليم لومبيني:
  - منطقة بانكي
  - منطقة برديا
  - دانغ
  - منطقة كابيلفاستو
- إقليم سودورباشتيم:
  - منطقة كايلاي
  - منطقة كانشانبور

### خارج جنوب آسيا
تُستخدم لغة متأثرة بالأودهية (إلى جانب لغات أخرى) كلغة مشتركة بين الهنود في فيجي وتُعرف باسم الهندية الفيجيّة. ووفقًا لموسوعة إثنولوغ، تُعد هذه اللغة شكلاً من أشكال الأودهية تأثرت بـالبوجبورية، وتُصنّف ضمن اللغات الهندية الشرقية.
أما الهندية الكاريبية التي يتحدث بها الهنود في سورينام، ترينيداد وتوباغو، وغيانا، فهي تستند أساسًا إلى البوجبورية ولكنها متأثرة جزئيًا بالأودهية. كما أن الهندستانية المستخدمة في جنوب أفريقيا والبوجبورية المنطوقة في موريشيوس تأثرتا أيضًا جزئيًا بالأودهية.

## التصنيف

التصنيف اللغوي للغة الأودهية.

تُعد الأودهية من اللغات الهندوأوروبية، وتنتمي إلى الفرع الفرعي اللغات الهندوآرية من عائلة اللغات الهندوإيرانية. وضمن استمرار اللهجات الهندوآرية، تقع في المنطقة الوسطى-الشرقية، وغالبًا ما تُصنّف ضمن الهندية الشرقية. يُعتقد عمومًا أن الشكل الأقدم من الأردهماغدهي، الذي يتوافق جزئيًا مع الشاورسيني وجزئيًا مع الماجدي، يمكن أن يكون أساسًا للأودهية.
أقرب اللغات إلى الأودهية هي الباغهيلي، حيث إن كلتيهما تنحدران من الأردهماغدهي نفسها. وقد اعتبر معظم اللغويين الهنود الأوائل أن الباغهيلي ليست سوى "الصيغة الجنوبية من الأودهية"، لكن الدراسات الحديثة تعتبرها لهجة مستقلة موازية للأودهية، وليست مجرد لهجة فرعية منها.

## الأدب

### الهند في العصور الوسطى المتأخرة وبداية العصر الحديث
في هذه الفترة، أصبحت الأودهية وسيلة رئيسية لـالشعر الملحمي في شمال الهند. وينقسم أدبها بشكل رئيسي إلى: *بهاكتيكافيا* (شعر تعبدي) و*بريماكهيان* (حكايات رومانسية).

#### بهاكتيكافيا
أهم عمل في أي لغة هندوآرية حديثة جاء من الشاعر القديس تولسيداس، من خلال مؤلفه الشهير رامشارتمناس (1575م) أو "بحيرة أعمال راما"، والذي كُتب على نمط دوها وتشوباي. وتستند حبكته إلى الرامايانا الأصلية لـفالميكي أو أدهيأتما رامايانا، وكلاهما مكتوب بـاللغة السنسكريتية. وصف المهاتما غاندي رامشارتمناس بأنه "أعظم كتاب في كل الأدب التعبدي"، بينما اعتبره بعض الباحثين الغربيين "إنجيل شمال الهند". ويُشار إليه أحيانًا باسم "رامايانا تولسيداس" أو ببساطة "رامايانا".
من مؤلفات تولسيداس الأخرى باللغة الأودهية: هانومان تشاليزا، وبارفاتي مانغال وجانكي مانغال.
| अंडकोस प्रति प्रति निज रूपा। देखेउँ जिनस अनेक अनूपा॥ अवधपुरी प्रति भुअन निनारी। सरजू भिन्न भिन्न नर नारी॥ | In each universe I saw my own self, As well as many an object beyond compare; Each universe had its own Ayodhya, With its own Saryu and its own men and women. |
| —تولسيداس، 7.81.3 تشوباي، رامشارتمناس                                      | —ترجمة R.C Prasad |

ظهرت الأودهية أيضًا في أعمال كبير، والذي استخدم لغة هجينة تُوصف بأنها "خليط من اللهجات"، وكان من أبرز أعماله بيجاك، المكتوب أساسًا بالأودهية.

#### بريماكهيان
منذ الربع الأخير من القرن الرابع عشر، أصبحت الأودهية اللغة المفضلة لدى الصوفيين الشرقيين، وبرزت في *بريماكهيان*، وهي حكايات رومانسية مستوحاة من المثنوي الفارسي، ولكن في سياق هندي محض. وأول هذه الأعمال كان تشاندايان (1379م) لـ *مولانا داوود*. واستمر هذا التقليد على يد مالك محمد جاياسي، الذي ألّف رائعته بادمافات (1540م) في عهد شِير شاه سوري، وقد تُرجمت هذه القصة لاحقًا إلى اللغة الفارسية وغيرها.
من أبرز أعمال جاياسي الأخرى: كانهافات، وأخرافط، وآخر كلام.

" width="33%" align=" right
" style="border-collapse:collapse;border-style:none;margin: .5em .75em;"
| ” | {{{2}}} | “ |
|   |         |   |

كتب *قطبان سهروردي* رواية مرغافتي (1503م)، بينما كتب *منجهان راجغيري* قصيدة مدهوماتي (1545م). كما يُقال إن أمير خسرو كتب بعض الأعمال بالأودهية.

### الهند الحديثة
أبرز المساهمين في الأدب الأودهِي الحديث هم: راماي كاكا (1915–1982م)، وبلبهدر براساد ديكشيت (المعروف باسم "بادهيس"، 1898–1943م)، وفانشيدار شوكلا (1904–1980م).
كريشنايان (1942م) هي ملحمة شعرية كُتبت بالأودهية أثناء اعتقال المؤلف *دواكا براساد ميشرا* خلال حركة الاستقلال الهندية.

وفي عام 2022، مُنحت الدكتورة فيديا فيندو سينغ وسام بادما شري تقديرًا لمساهمتها في الأدب الأودهِي.

## الصوتيات

### الحركات
تحتوي اللغة الأودهية على حركات مجهورة وأخرى مهموسة. تشمل الحركات المجهورة: /ə/، /ʌ/، /aː/، /ɪ/، /iː/، /ʊ/، /uː/، /e/، /eː/، /o/، /oː/. أما الحركات المهموسة، وتُعرف أيضًا باسم "الحركات الهمسية"، فهي: /i̥/، /ʊ̥/، /e̥/.
|                    | أمامية | شبه أمامية | مركزية | شبه خلفية | خلفية |
| ------------------ | ------ | ---------- | ------ | --------- | ----- |
| مغلقة              | iː i̥   |            |        |           | uː    |
| شبه مغلقة          |        | ɪ          |        | ʊ ʊ̥       |       |
| مغلقة-متوسطة       | e eː e̥ |            |        |           | o oː  |
| حركة متوسطة        |        |            | ə      |           |       |
| حركة مفتوحة-متوسطة |        |            |        |           | ʌ     |
| شبه مفتوحة         |        |            |        |           |       |
| مفتوحة             | aː     |            |        |           |       |

#### تراكيب الحركات
| التركيب | IPA      | النقل الصوتي ‏ | المعنى           |
| ------- | -------- | ------------- | ---------------- |
| /ɪaː/   | /d͡ʒɪaː/  | jiā           | أخت كبرى         |
| /ɪeː/   | /d͡ʒɪeː/  | jiē           | عاد للحياة       |
| /ʌiː/   | /nʌiː/   | naī           | جديد             |
| /ʌɪ/    | /bʰʌɪ/   | bhai          | أصبح             |
| /ʌeː/   | /gʌeː/   | gaē           | ذهبوا            |
| /ʌʊ/    | /t̪ʌʊ/    | tau           | ثم               |
| /ʌuː/   | /gʌuː/   | gaū           | بقرة             |
| /ʊʌ/    | /kʊ̃ʌn/   | kũan          | آبار (صيغة الجر) |
| /ʊiː/   | /d̪ʊiː/   | duī           | اثنان            |
| /ʊaː/   | /bʊaː/   | buā           | عمة (أخت الأب)   |
| /uːiː/  | /ruːiː/  | rūī           | قطن              |
| /aːoː/  | /aːoː/   | āō            | تعال             |
| /aːeː/  | /kʰaːeː/ | khāē          | أُكِل              |
| /aːiː/  | /aːiː/   | āī            | جاءت             |
| /aːuː/  | /naːuː/  | nāū           | حلاق             |
| /eːiː/  | /d̪eːiː/  | dēī           | سوف يعطي         |
| /eːʊ/   | /d̪eːʊ/   | dēu           | أعطِ              |
| /oːɪ/   | /hoːɪ/   | hōi           | قد يكون          |
| /oʊ/    | /hoʊ/    | hōu           | كن               |

| التركيب | IPA      | النقل الصوتي | المعنى          |
| ------- | -------- | ------------ | --------------- |
| /ɪeʊ/   | /pɪeʊ/   | pieu         | شربتَ            |
| /ʊɪaː/  | /gʰʊ̃ɪaː/ | ghũiā        | جذر نبات الأروم |
| /aːeʊ/  | /kʰaːeʊ/ | khāeu        | أكلتَ            |
| /ʌɪaː/  | /bʰʌɪaː/ | bhaiā        | أخ              |

### الصوامت
|                         |        |           | مزدوج الشفتين | أسناني/أسناني سنخي | ارتكاز لساني راجفلي | حنكي | طبقي | حلقي |
| ----------------------- | ------ | --------- | ------------- | ------------------ | ------------------- | ---- | ---- | ---- |
| أنفي                    | أنفي   | غير مهموس | m             | n                  | (ɳ)                 | (ɲ)  | (ŋ)  |      |
| أنفي                    | أنفي   | مهموس     | mʱ            | nʱ                 |                     |      |      |      |
| انفجاري/احتكاكي-انفجاري | مهموس  | غير مهموس | p             | t                  | ʈ                   | tʃ   | k    |      |
| انفجاري/احتكاكي-انفجاري | مهموس  | مهموس     | pʰ            | tʰ                 | ʈʰ                  | tʃʰ  | kʰ   |      |
| انفجاري/احتكاكي-انفجاري | مجهور  | غير مهموس | b             | d                  | ɖ                   | dʒ   | ɡ    |      |
| انفجاري/احتكاكي-انفجاري | مجهور  | مهموس     | bʱ            | dʱ                 | ɖʱ                  | dʒʱ  | ɡʱ   |      |
| احتكاكي                 | مهموس  | مهموس     |               | s                  |                     |      |      | h    |
| احتكاكي                 | مجهور  | مجهور     |               |                    |                     |      |      | ɦ    |
| سائل                    | رخوّي   | غير مهموس |               | r                  | ɽ                   |      |      |      |
| سائل                    | رخوّي   | مهموس     |               | rʱ                 | ɽʱ                  |      |      |      |
| سائل                    | جانبي  | غير مهموس |               | l                  |                     |      |      |      |
| سائل                    | جانبي  | مهموس     |               | lʱ                 |                     |      |      |      |
| تقريبي                  | تقريبي | تقريبي    | ʋ             |                    |                     | j    |      |      |

## النحو

### النحو المقارن
تتميز الأودهية بالعديد من السمات التي تفصلها عن الهندية الغربية واللغات البيهارية المجاورة. ففي الأودهية، تأتي الأسماء بصيغ قصيرة وطويلة على حد سواء، بينما تكون في الهندية الغربية عادة قصيرة، وفي البيهارية غالبًا ما تكون طويلة. ويتم الحفاظ على الجنس النحوي بدقة في الهندية الغربية، بينما يكون أقل تشددًا في الأودهية، ويكاد يختفي في البيهارية.
أما بالنسبة إلى أدوات الربط التالية (Postpositions)، فإن الأودهية تتميز عن الهندية الغربية بغياب أداة الفاعل، وهو ما يتفق مع اللهجات البيهارية. وتكون أداة المفعول به والمجرور الدال على الغاية أو المتلقي (Dative) في الأودهية على الشكل /kaː/ أو /kə/، بينما تكون /koː/ أو /kɔː/ في الهندية الغربية، و /keː/ في البيهارية. أما أداة المكان (Locative) فتكون /maː/ في الأودهية، مقارنةً بـ /mẽː/ في الهندية الغربية والبيهارية.
تُظهر الضمائر اختلافات واضحة، حيث تستخدم الأودهية /toːɾ-/ و /moːɾ-/ كضمائر ملكية شخصية، بينما تستخدم الهندية الغربية /teːɾ-/ و /meːɾ-/. أما صيغة المجرور لكلمة /ɦəmaːɾ/ فهي /ɦəmɾeː/ في الأودهية، مقابل /ɦəmaːɾeː/ في الهندية الغربية، و/ɦəmrən'kæ/ في البيهارية.
من السمات البارزة في الأودهية وجود اللاحقة /-ɪs/ كما في /dɪɦɪs/ و /maːɾɪs/. في المقابل، تُميز اللغة البوجبورية المجاورة بـ: (1) اللاصقة /laː/ في زمن المضارع، (2) اللواحق /-l/ في زمن الماضي، و(3) أداة المفعول به /-laː/، وهذه السمات تفصلها عن الأودهية.

### الضمائر
|                          | المفرد: "أنا/لي/ملكي" | المفرد: "أنا/لي/ملكي" | المفرد: "أنا/لي/ملكي" | المفرد: "أنا/لي/ملكي" | المفرد: "أنا/لي/ملكي" | الجمع: "نحن/لنا/ملكنا" | الجمع: "نحن/لنا/ملكنا" | الجمع: "نحن/لنا/ملكنا" | الجمع: "نحن/لنا/ملكنا" | الجمع: "نحن/لنا/ملكنا" |
|                          | مباشر                 | فاعل                  | مجرور                 | دالّ                   | ملكي                  | مباشر                  | فاعل                   | مجرور                  | دالّ                    | ملكي                   |
| ------------------------ | --------------------- | --------------------- | --------------------- | --------------------- | --------------------- | ---------------------- | ---------------------- | ---------------------- | ---------------------- | ---------------------- |
| الهندية القياسية الحديثة | mãĩ मैं                 | mãĩ'nē मैंने             | mujh मुझ               | mujhē मुझे              | mērā* मेरा              | ham हम                 | ham'nē हमने             | ham हम                 | hamē̃ हमें                | hamārā* हमारा            |
| الأودهية                 | mai (mãy) मै           | –                     | ma(h)i महि             | –                     | mōr* मोर               | ham हम                 | –                      | ham हम                 | hamai हमै               | hamār* हमार             |
| (صيغ بديلة في الأودهية)  | –                     | –                     | mō मो                  | mai'kā मइका, mō'kā मोका  | –                     | –                      | –                      | –                      | ham'kā हमका             | –                      |

|                          | المفرد                   | المفرد | المفرد | المفرد                 | المفرد | المفرد | الجمع | الجمع  | الجمع | الجمع                | الجمع           | الجمع |
|                          | مباشر                    | فاعل   | مجرور  | دالّ                    | ملكي   | أدبي   | مباشر | فاعل   | مجرور | دالّ                  | ملكي            | أدبي  |
| ------------------------ | ------------------------ | ------ | ------ | ---------------------- | ------ | ------ | ----- | ------ | ----- | -------------------- | --------------- | ----- |
| الهندية القياسية الحديثة | tū                       | tū'nē  | tujh   | tujhē                  | tērā*  | –      | tum   | tum'nē | tum   | tumhē̃                | tumhārā*        | āp–   |
| الأودهية                 | tū, tui (toi), taĩ (tãy) | –      | tu(h)i | –                      | tōr*   | āpu̥    | tum   | –      | tum   | tumai, tohaĩ (tohãy) | tumār* / tohār* | āp–   |
| (صيغ بديلة في الأودهية)  | –                        | –      | tō     | tui'kā, tō'kā (tõh'kā) | –      | –      | –     | –      | –     | tum'kā               | –               | –     |

ملاحظات:
^* تشير إلى صيغة قابلة للتصريف حسب الجنس النحوي والعدد النحوي :
1. mor → mōrā (مذكر)، mōrī (مؤنث)، mōrē (جمع)
2. hamār → hamrā (مذكر)، hamrī (مؤنث)، hamrē (جمع)
3. tōr → torā (مذكر)، torī (مؤنث)، torē (جمع)
4. tumār → tumrā (مذكر)، tumrī (مؤنث)، tumrē (جمع)
5. tohār → tohrā (مذكر)، tohrī (مؤنث)، tohrē (جمع)

## تكوين الكلمات
فيما يلي العمليات الصرفية لتكوين الجذور في اللغة الأودهية:
الإلحاق (Affixation)
يُستخدم اللحق (سواء بادئة أو لاحقة) لتغيير معنى أو صيغة الكلمة.
- مثال: البادئة bē– قبل الجذر saram تعني "عديم الحياء"، بينما الكلمة apna متبوعة باللاحقة –pan تعني "الانتماء" أو "الملكية".

التركيب (Compounding)
يتم دمج جذرين أو أكثر لتكوين جذر واحد.
- مثال: nīlkanṭh تعني "الطائر الأزرق"، وbanmānus تعني "إنسان الغابة" أو "الشمبانزي".

التكرار (Reduplication)
تتضمن هذه العملية تكرار بعض الصيغ، وقد يكون التكرار كاملاً أو جزئياً أو متقطعاً:
1. التكرار الكامل: يدل على استمرار الفعل.
  - مثال: jāt-jāt وتعني "يواصل الذهاب" أو "ذهاب مستمر".
2. التكرار الجزئي: يدل على تشابه شيء مع آخر.
  - مثال: hãpaṭ-dãpaṭ وتعني "لاهث" أو "يصدر أصوات لهاث متكررة".
3. التكرار المتقطع: يركّز على الحالة الآنية للفعل التالي، ويدل على وفرة أو شدة شيء ما.
  - مثال: khētaī khēt وتعني "بين الحقول"، وgarmaī garam وتعني "الحار جدًا".

## في الثقافة الشعبية

### الترفيه
ظهر استخدام اللغة الأودهية في عدة أعمال فنية هندية شهيرة. ففي فيلم Gunga Jumna عام 1961، يتحدث الشخصيات بالأودهية بصيغة مبسطة. أما شخصية جبار سينغ في فيلم الشعلة (فيلم هندي) عام 1975، فقد كانت لغته مزيجًا من لهجتي الخاريبولي والأودهية، مستوحاة من شخصية الداكوي "غونغا" التي أداها ديليب كومار في Gunga Jumna.
وفي فيلم Lagaan عام 2001، استُخدمت صيغة مبسطة من الأودهية لتسهيل الفهم على الجمهور العام.
يتضمن فيلم Dev.D (2009) أغنية باللغة الأودهية بعنوان "Paayaliya"، من تأليف أميت تريفيدي.
وفي المسلسل التلفزيوني Yudh، استخدم أميتاب باتشان أجزاءً من حواره باللغة الأودهية، وقد نال ذلك استحسان صحيفة هندوستان تايمز.
يتحدث سكان أيودهيا وبعض الشخصيات الثانوية الأخرى باللغة الأودهية في مسلسل رامايان الذي أخرجه راماناند ساغار عام 1987. كما أن كلمات أغنية "Rang Barse Bhige Chunar Wali" من فيلم Silsila من بطولة أميتاب باتشان ريخا مكتوبة بلهجة أودهية.
أغنية الفلكلور الأودهية "Mere Angne Mein Tumhara Kya Kaam Hai" اكتسبت شهرة في بوليوود، وظهرت بنسخة مبسطة في فيلم Laawaris عام 1981 من بطولة أميتاب باتشان، وكذلك في فيلم Bombay Talkie عام 1970، وفيلم Maze Le Lo عام 1975. كما أُعيد إصدارها كأغنية منفردة بصوت نيها كاكار عام 2020.
أغنية فلكلورية أخرى باللغة الأودهية اكتسبت شهرة من خلال بوليوود هي "Holi Khele Raghuveera"، التي غناها أميتاب باتشان وظهرت بصيغة مبسطة في فيلم Baghban عام 2003 من بطولة أميتاب باتشان وهيما ماليني.
فيلم Nadiya Ke Paar الصادر عام 1982 تم إنتاجه باللغة الأودهية (في حين أن النسخة المعاد إنتاجها عام 1994 بعنوان Hum Aapke Hain Koun..!'' كانت باللغة الهندية).

### الفلكلور
تشمل الأنواع الغنائية في فولكلور منطقة أوده ما يلي: Sariya، Byaah، Suhag، Gaari، Nakta، Banraa (وBanna-Banni)، Alha، Sawan، Jhula، Hori وBarahmasa.

## أمثلة وعبارات
توجد اختلافات لهجية في اللغة الأودهية. فعلى سبيل المثال، في المناطق الغربية يُستخدم الفعل المساعد /hʌiː/، بينما يُستخدم /ʌhʌiː/ في الأجزاء الوسطى والشرقية.
فيما يلي بعض الأمثلة المأخوذة من كتاب تطور اللغة الأودهية لبابورام ساكسينا، إلى جانب نسخ بديلة توضح التنوع اللهجي.
| العربية                                   | الأودهية (IPA)                                                      | الأودهية (ديفاناغري)                      |
| ----------------------------------------- | ------------------------------------------------------------------- | ----------------------------------------- |
| من كان هناك؟                              | ɦʊãː koː (kəʊn) ɾəɦəĩ                                               | हुआँ को (कउन) रहें?                            |
| من كان هناك؟                              | بديل. ɦʊãː keː/kəʊn ɾəɦəin                                          | بديل. हुआँ के/कउन रहेन?                       |
| هذا الفتى جيد في النظر والسمع.            | ɪʊ lʌɾɪkaː d̪eːkʰʌiː sʊnʌiː mə ʈʰiːk hʌiː                            | इउ लरिका देखई सुनई म ठीक है।                    |
| هذا الفتى جيد في النظر والسمع.            | بديل. ɪ lʌɾɪkaː d̪eːkʰʌiː sʊnʌiː mə ʈʰiːk ʌhʌiː                      | بديل. इ लरिका देखई सुनई म ठीक अहै।              |
| قالت: دعني آكل قليلاً وأعطِ هذا قليلاً أيضاً. | kʌɦɪn laːoː t̪ʰoːɽaː kʰaːɪ leːiː t̪ʰoːɽaː jʌhu kɘ d̪ʌɪ d̪eːiː           | कहिन, लाओ थोड़ा खाई लेई, थोड़ा यहु का दै देई।           |
| قالت: دعني آكل قليلاً وأعطِ هذا قليلاً أيضاً. | بديل. kʌɦɪn lyaːvː t̪ʰoːɽaː kʰaːɪ leːiː raːçi keː jʌnhu kɘ d̪ʌɪ d̪eːiː | بديل. कहिन, ल्याव थोड़ा खाई लेई, रचि के एन्हुं के दै देई। |
| الذين يذهبون سيتعرضون للضرب.              | d͡ʒoː d͡ʒʌɪɦʌĩ soː maːrʊ̥ kʰʌɪɦʌĩ                                      | जो जइहैं सो मारउ खइहैं।                          |
| الذين يذهبون سيتعرضون للضرب.              | بديل. d͡ʒèː d͡ʒʌɪɦʌĩ soː maːr kʰʌɪɦʌĩ                                 | بديل. जे जइहैं सो मार खइहैं।                     |
| لا تطلق النار على الطيور.                 | cɪɾʌɪjʌn pʌɾ chʌrːaː nə cʌlaːoː                                     | चिरइयन पर छर्रा न चलाओ।                       |
| لا تطلق النار على الطيور.                 | بديل. cɪɾʌɪjʌn peː chʌrːaː jin cʌlaːwː                              | بديل. चिरइयन पे छर्रा जिन चलाव।                 |